# Lábios maiores
Em primatas, e especificamente em humanos, os lábios maiores (labium majus, no latim), também conhecidos como lábios externos ou grandes lábios, são duas dobras longitudinais proeminentes de pele que se estendem para baixo e para trás a partir do monte púbico até o períneo. Junto com os lábios menores [en], eles formam os lábios da vulva. Os lábios maiores são homólogos ao escroto masculino.

## Etimologia
"Labia majora" é o plural em latim para "lábios grandes". O termo em latim labium/labia é usado em anatomia para várias estruturas geralmente pareadas e paralelas, mas em português, é aplicado principalmente a dois pares de partes da vulva — lábios maiores e lábios menores. Tradicionalmente, para evitar confusão com outras estruturas semelhantes a lábios no corpo, os lábios vulvares foram denominados por anatomistas em latim como labia majora (ou minora) pudendi.

## Embriologia
Em termos embriológicos, os lábios maiores desenvolvem-se a partir das dobras labioescrotais [en]. Isso significa que eles se desenvolvem no feto feminino a partir da mesma estrutura anatômica previamente sexualmente indiferenciada que o escroto, o saco de pele abaixo do pênis nos homens. Após a puberdade, os lábios maiores podem se tornar de uma cor mais escura que a pele ao redor deles e desenvolver pelos pubianos em sua superfície externa.

## Função e estrutura
A principal função dos lábios maiores é cobrir e proteger as outras partes da vulva. Os lábios maiores contêm os lábios menores, sulcos interlabiais, capuz clitoriano, glande clitoriana, frênulo clitoriano, a Linha de Hart, e o vestíbulo vulvar, onde estão localizadas as aberturas externas da uretra e da vagina. 
Cada lábio maior possui duas superfícies: uma externa, pigmentada e coberta com pelos pubianos fortes; e uma interna, lisa e repleta de grandes folículos sebáceos. Os lábios maiores são cobertos por epitélio escamoso. Entre as duas superfícies, há uma quantidade considerável de tecido conjuntivo frouxo e gordura, além de vasos, nervos e glândulas. Abaixo da pele dos lábios maiores, há um tecido chamado dartos muliebris, que lhes confere uma aparência enrugada.

### Fenda pudenda

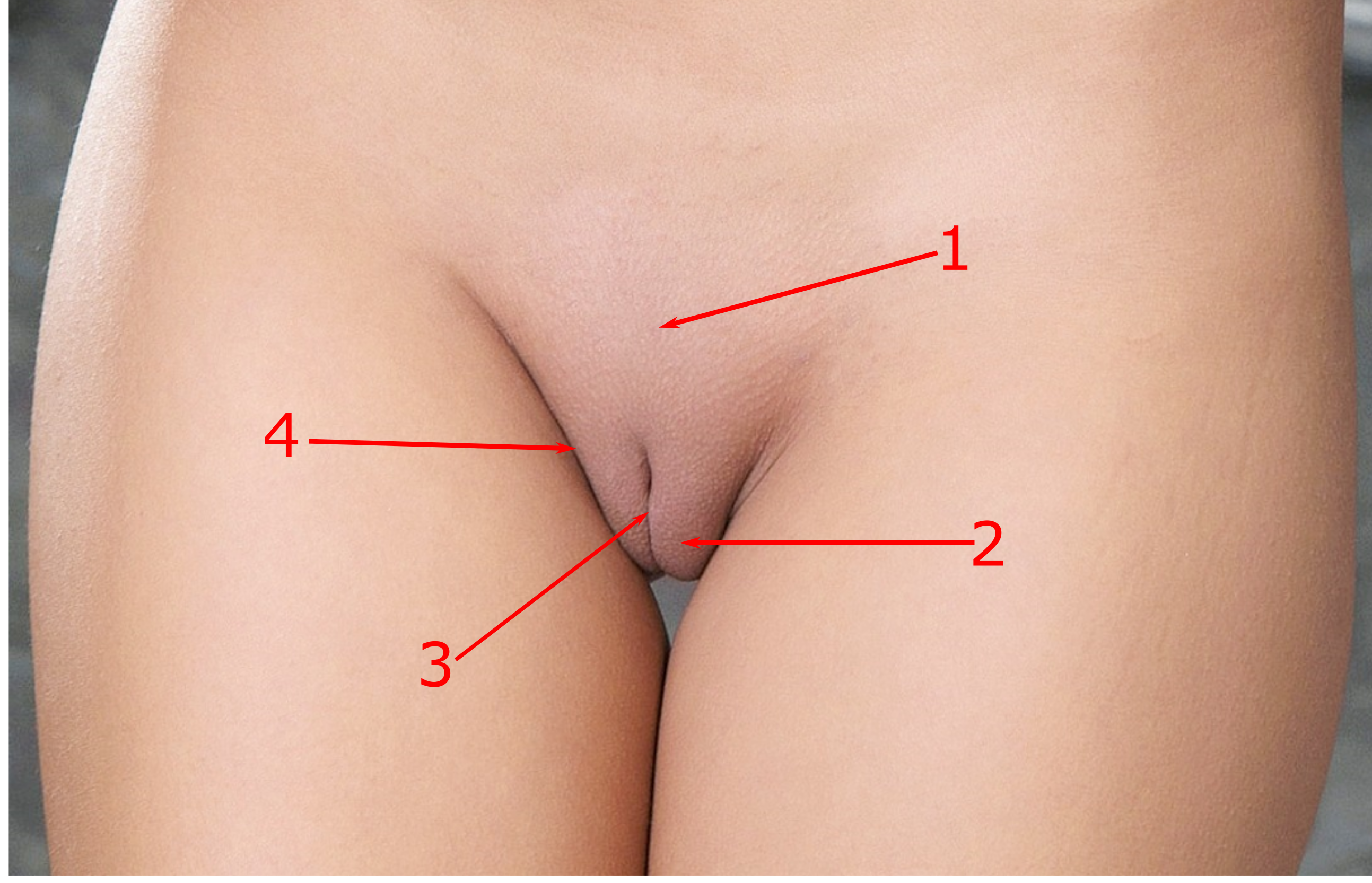
Vista frontal da vulva. Fenda pudenda indicada em 3.

Os lábios maiores constituem os limites laterais da fenda pudenda, também conhecida como fenda vulvar ou fenda de Vênus (rima vulvae ou rima pudendi em latim). É uma fissura vertical entre os lábios maiores, começando no ponto basal do monte púbico. Após a puberdade, o capuz clitoriano e os lábios menores podem se projetar na fenda pudenda em graus variados.

### Comissuras

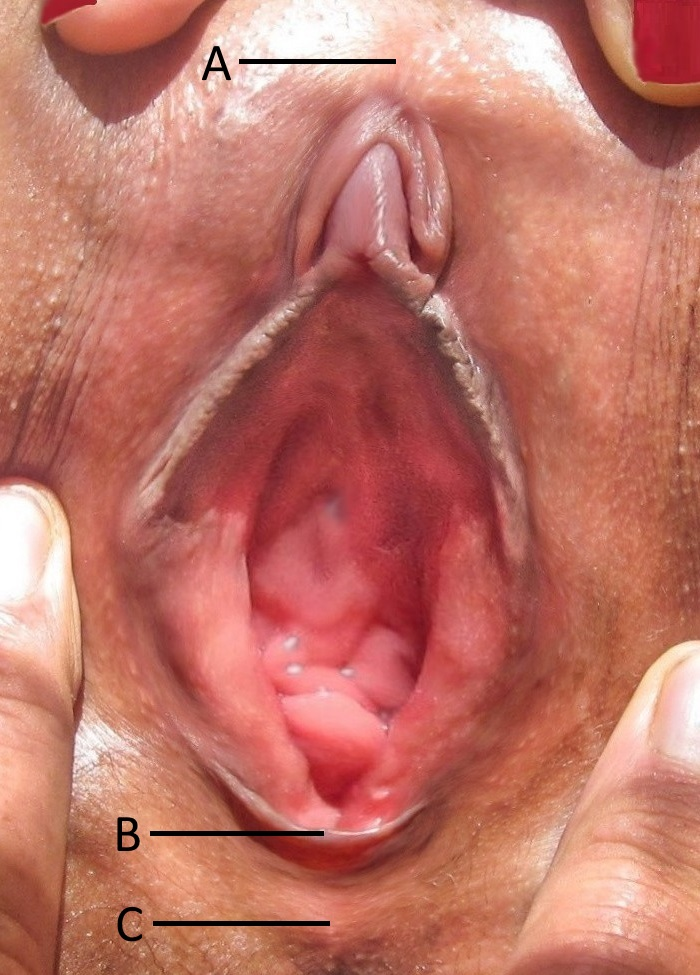
A) comissura anterior, B) frenulum, C) comissura posterior.

Os lábios maiores são mais espessos na parte frontal e formam a comissura labial anterior, onde se encontram abaixo do monte púbico. Posteriormente, eles não estão realmente unidos, mas parecem se perder no tecido adjacente, terminando próximos e quase paralelos entre si. Junto com a pele que os conecta, eles formam outra comissura, a comissura labial posterior, que também é o limite posterior da vulva.
O intervalo entre a comissura posterior e o ânus, com 2.5 a 3 cm de comprimento, constitui o períneo. A região anterior do períneo é conhecida como o triângulo urogenital, que o separa da região anal. Entre os lábios maiores e as coxas internas estão as dobras labiocrurais. Entre os lábios maiores e os lábios menores estão os sulcos interlabiais. Os lábios maiores sofrem atrofia após a menopausa.

## Em primatas não humanos
Embora os lábios maiores estejam presentes em todas as fêmeas de primatas, em muitas espécies eles permanecem até a idade adulta ou tornam-se inconspícuos nesse período. Primatas além dos humanos que sempre possuem lábios maiores visíveis são bonobos, estrepsirrinos, társios, macacos cebídeos e gibões.
Em mamíferos fêmeas não primatas, os lábios maiores estão ausentes, pois as tumentações labioescrotais desaparecem durante o desenvolvimento fetal. Por isso, a fenda pudenda refere-se à fenda entre os lábios vulvares nesses mamíferos.

## Uso em enxertos
A "almofada de gordura" [en] dos lábios maiores pode ser usada como um enxerto, frequentemente como um chamado "enxerto de almofada de gordura labial de Martius", e pode ser utilizado, por exemplo, em uretrólise.

## Links externos
- Definição Médica de Lábios Maiores (Arquivado em 2016-03-04 no Wayback Machine)